# Rostocker GC Hansa
Der Rostocker Goalballclub Hansa (kurz Rostocker GC Hansa oder RGC Hansa) ist eine Sportgemeinschaft in Rostock, in der blinde und sehbehinderte Sportler Goalball spielen.

## Geschichte
In Neukloster wurden schon vor Gründung des RGC Hansa Goalballer ausgebildet, die allerdings nach der Jugend nur außerhalb von Mecklenburg-Vorpommern einen Verein finden konnten. Die gebürtigen Rostocker Tobias Damaschke und Reno Tiede begannen ab November 2011 mit dem Aufbau einer Vereinsstruktur in Rostock. Im Jahr 2013 stellte Reno Tiede auf der Mitgliederversammlung des FC Hansa Rostock einen Antrag zur Aufnahme einer Goalballabteilung, der zwar nicht die nötige 4/5-Mehrheit erhielt, aber Basis wurde für eine Kooperation zwischen dem FC Hansa und den Goalballern. Am 8. Januar 2014 wurde der RGC Hansa, der erste reine Goalballverein in Deutschland, gegründet. Das erste Pflichtspiel in der deutschen Goalballliga verlor der RGC Hansa gegen BFV Ascota Chemnitz mit 2:12.
Zum siebten Vereinsjubiläum wurde Rostock zum ersten deutschen Bundesstützpunkt für Goalball ernannt; neben Neukloster sind weitere Standorte in Greifswald, Stralsund, Neubrandenburg und Schwerin geplant.
Der RGC Hansa spielt seit seiner Gründung im Jahr 2014 in der Goalball-Bundesliga und seit 2016 in der Super European Goalball League. Erstmals konnte der Verein in der Spielzeit 2021 die Meisterschaft erringen.

## Trainer und Spieler
Im Jahr 2021 wird das Team von Mario Turloff und Christoph Görtz trainiert.
Zu den Spielern und Spielerinnen des Vereins zählen Reno Tiede, John Turloff, Thomas Steiger, Fabian Diehm, Stan Sperlich, Serhiy Zoludev, Stephy Lohf, Charlotte Kaercher, Lisa Triebel, Celeste Troost, Pia Knaute, Kilian Kollrep, Grietje Gau, Käthe Glasenapp, Michelle Tiede und Julian Bleifuß.